# Miguel Hernández

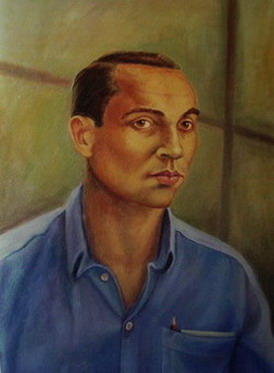
Miguel Hernández

Miguel Hernández (Orihuela, Alicante, 30 oktober 1910 - Alicante, 28 maart 1942) was een Spaans dichter en toneelschrijver.

## Leven en werk
Hernández was de zoon van een geitenhoeder en hielp zijn vader al vanaf zijn veertiende met het werk. Hij werd echter al op jonge leeftijd gegrepen door de literatuur, bracht veel tijd in de plaatselijke bibliotheek door en bestudeerde Cervantes, Lope de Vega, Calderón de la Barca en Luis de Góngora. In 1933 publiceerde hij op instigatie van een groep katholieke dichters uit zijn geboortestreek zijn eerste gedichtenbundel, Perito en lunas (Maanexpert).
In 1934 trok Hernández naar Madrid en kwam in contact met de dichters van de ‘Generatie van ‘27’, waaronder Pablo Neruda en Vicente Aleixandre. Door hen geïnspireerd schreef hij in 1936 een bundel liefdessonnetten: El rayo que no cesa (De bliksem zonder eind). Zijn latere bundels Viento del pueblo (1937, Wind van het volk) en El hombre acecha (1939, De man in de hinderlaag) worden getekend door de Spaanse Burgeroorlog. Hernández steunde als communist actief de zaak van de Republikeinen en liet daarmee het katholicisme als inspiratiebron definitief achter zich. Zijn gedichten uit die periode zijn simpeler en directer dan zijn eerdere werk, oprecht, vol hoop, maar evenzeer met verbittering.
In 1937 huwde Hernández Josefina Manresa, afkomstig uit zijn geboortedorp. Ze kregen in 1938 een zoontje dat een jaar later overleed. Zijn postuum verschenen bundel Cancionero y Romancero de Ausencias (1938/1942, Zang en liedbundel van afwezigheden) bevat het bekend geworden Wiegeliedje van de ui, dat hij schreef voor zijn zoontje nadat zijn vrouw hem had verteld dat een ui het enige was wat ze voor het kindje aan voedsel had.
Na de burgeroorlog, in 1939, vluchtte Hernández naar Portugal, maar werd al vlak over de grens opgepakt en uitgeleverd aan de Guardia Civil. Hij overleed in gevangenschap aan tuberculose, in 1942, op 31-jarige leeftijd.
Diverse gedichten van Hernández werden in de jaren zestig en zeventig op muziek gezet door de Catalaanse zanger Joan Manuel Serrat.

## Wiegeliedje van de ui(fragment)
De ui is ijzel
arm en gesloten.
IJzel van jouw dagen
en mijn nachten.
Honger en ui,
zwart ijs en ijzel
groot en rond.
In de wieg van de honger
lag het kind,
gevoed met
bloed van ui.
Maar jouw bloed,
bevroren met suiker,
honger en ui.
Vertaling T. Witmaar